# Igreja do antigo Mosteiro de Jesus
A Igreja do antigo Mosteiro de Jesus, ou Convento de Jesus de Setúbal, é uma igreja que integrou o Convento de Jesus tendo sido construída em estilo gótico, estando situada em Setúbal e sendo considerada como um dos primeiros exemplos do estilo manuelino.
Foi desenhada pelo arquitecto Diogo Boitaca em 1494, por voto de Justa Rodrigues Pereira, ama de D. Manuel I.

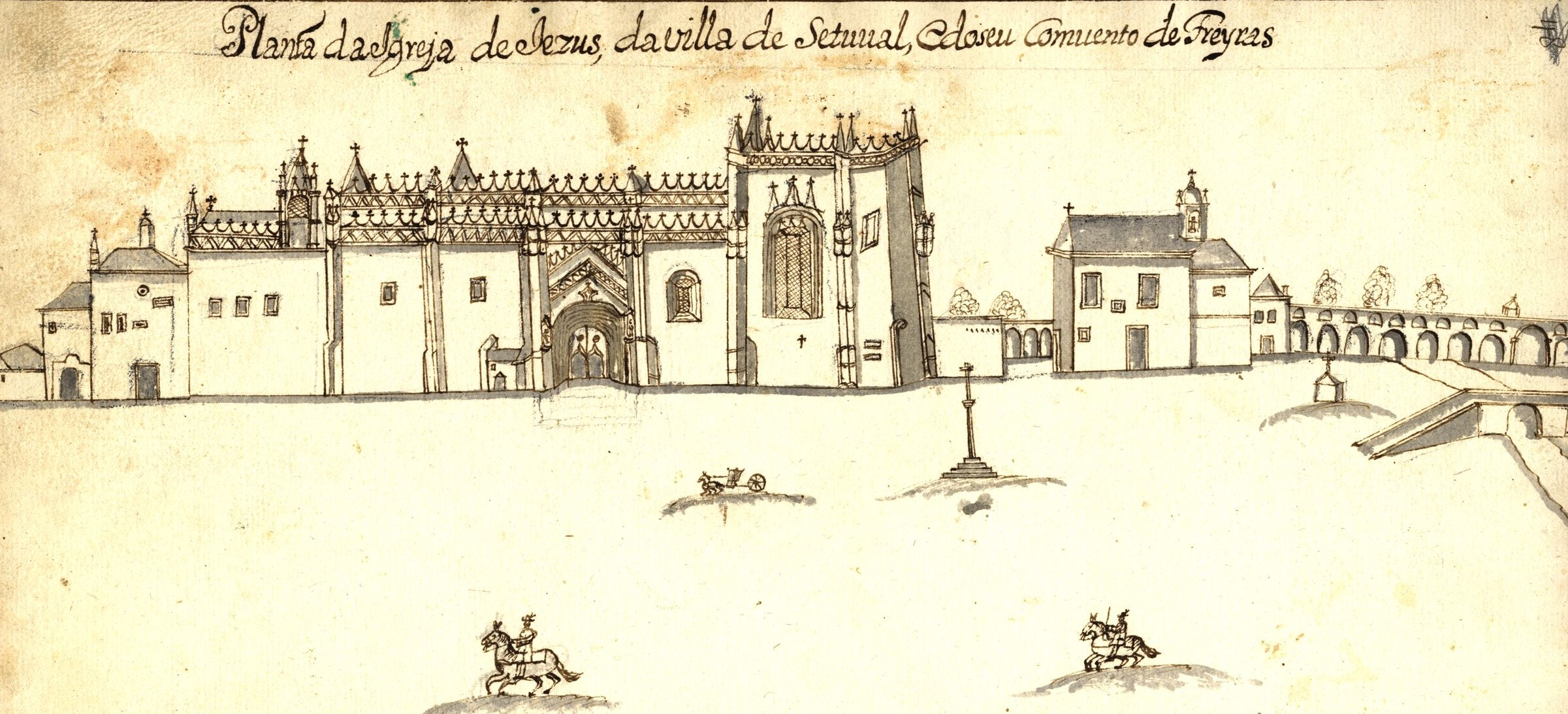
Planta da Igreja de Jesus, da vila de Setúbal e do seu convento de freiras (1699-1743) por João Tomás Correia. Este desenho representa vários detalhes do edifício hoje perdidos.

O interior tem arcos, janelas e colunas torsas feitas em brecha da Arrábida, que suportam as abóbadas. O tecto apresenta nervuras espiraladas.
A inclusão do Convento de Jesus na lista inicial das Marcas do Património Europeu, corresponde ao reconhecimento internacional do mais importante monumento nacional urbano de Setúbal e de um dos mais relevantes exemplares da arquitectura manuelina a sul do Rio Tejo.
O objectivo destas Marcas, promovidas no âmbito do Conselho da Europa e da União Europeia, é “dar visibilidade aos sítios que celebram e simbolizam a integração, os ideais e a história da Europa”. Recorde-se que Setúbal foi palco da ratificação do Tratado de Tordesilhas, em 5 de Setembro de 1494 pelo rei D. João II (em cujo reinado foi fundado o convento). Este facto, aliás, foi evocado em 1994, aquando das comemorações do quinto centenário do tratado e que trouxeram à cidade o monarca espanhol Juan Carlos.
Em Junho de 2013, a federação pan-europeia de património cultural, Europa Nostra, incluiu o Convento de Jesus, numa lista dos sete monumentos mais ameaçados da Europa.

## Galeria

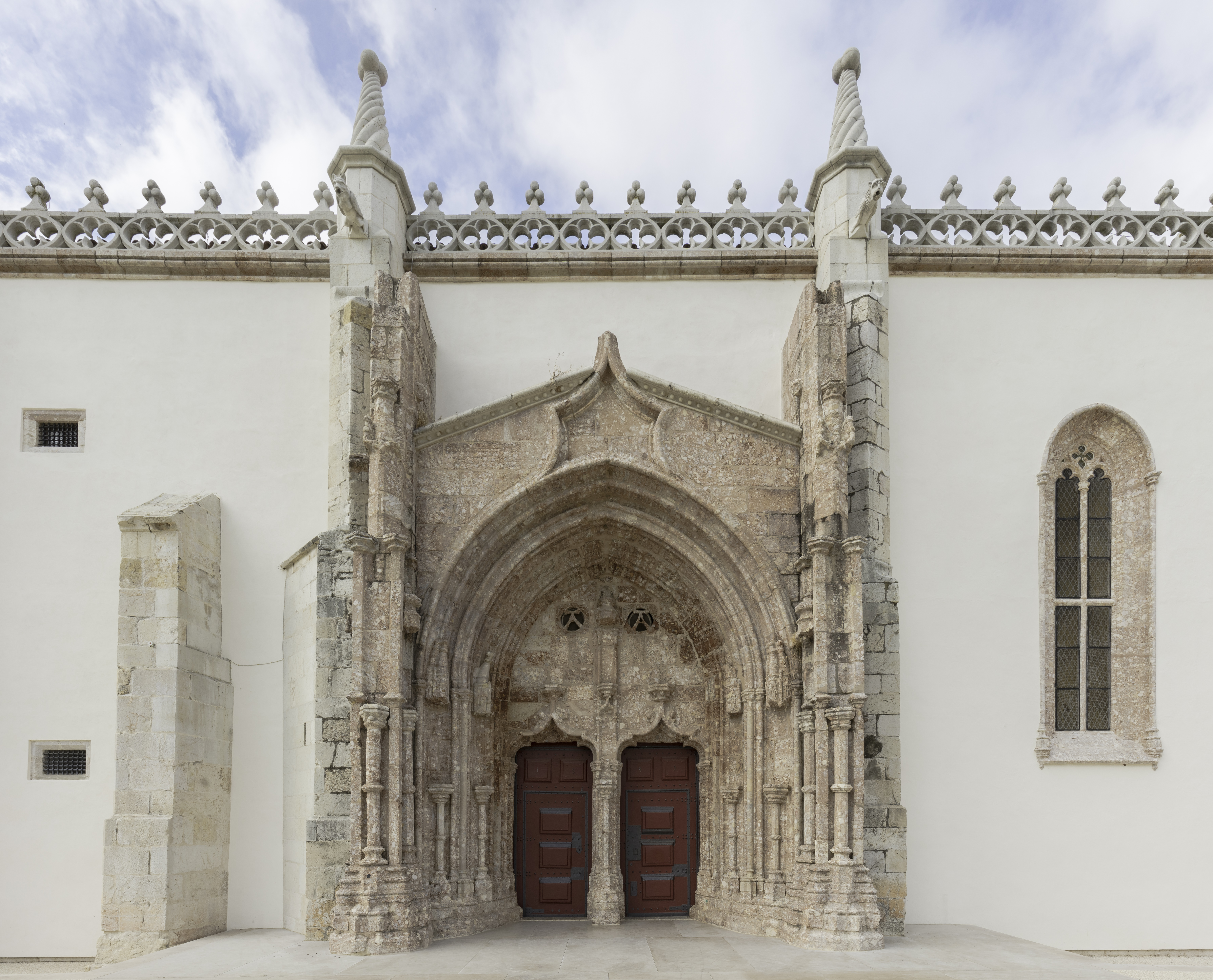
Portal
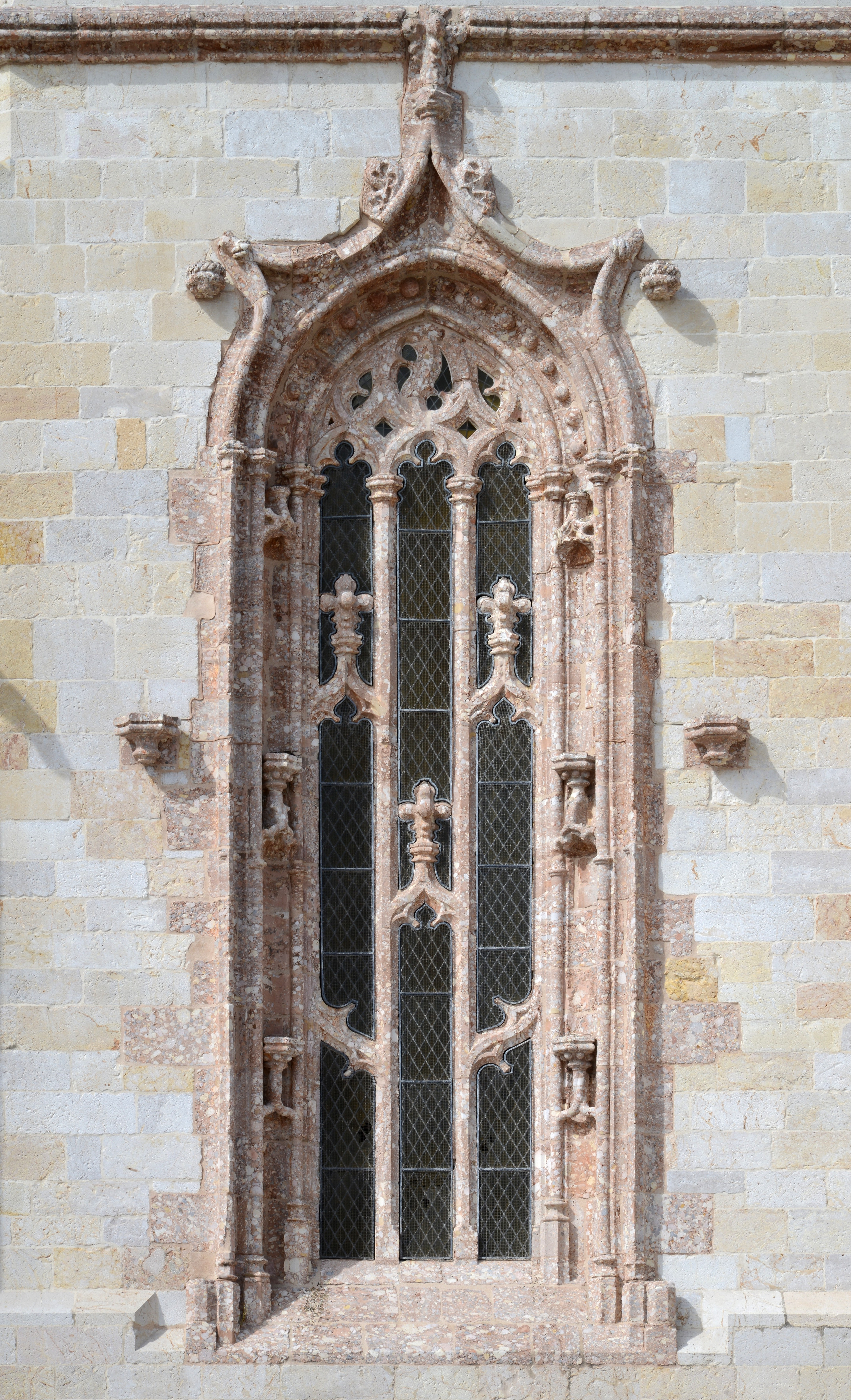
Janelão
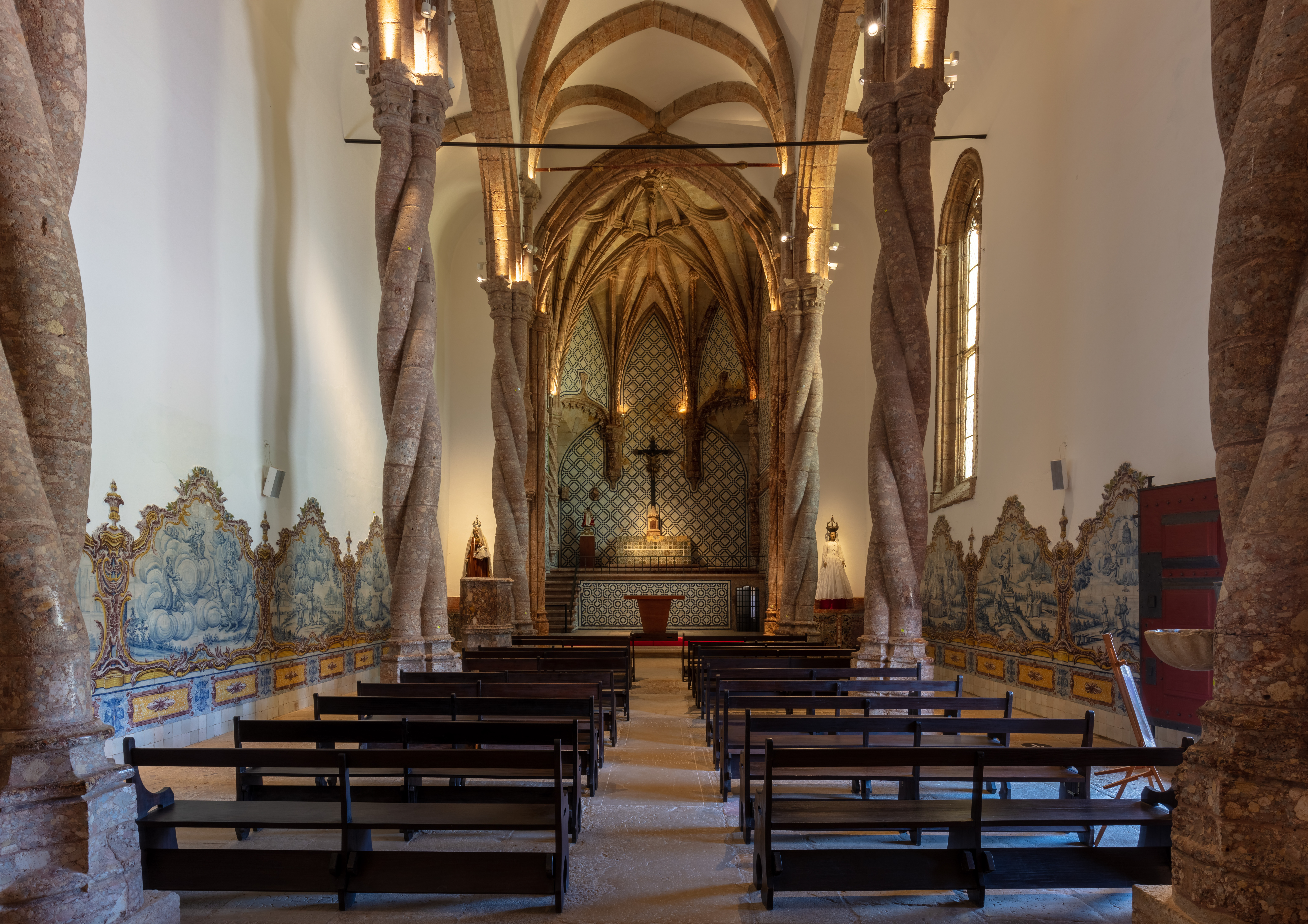
Nave
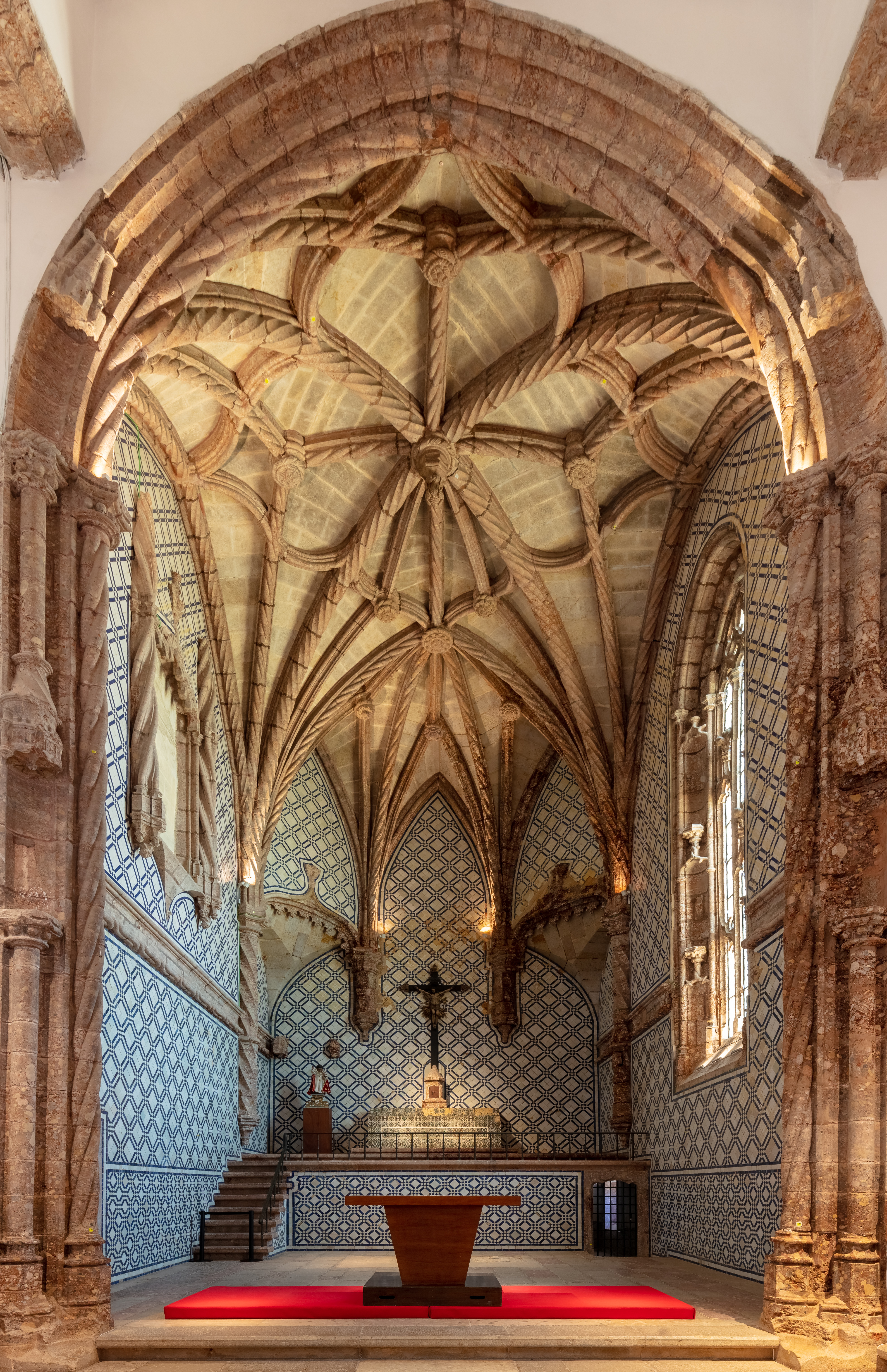
Capela-mor

## Imagens em movimento externas
- NUNES, Virgílio. Setúbal Panorâmica e Monumental. 1930. Minutos 06:02 a 09:15
- RTP. Mosteiro de Jesus, produzido em 11 de janeiro de 1975.